# Eudyops
Eudyops là một chi bướm đêm thuộc họ Erebidae.